# Gerence-patak
A Gerence-patak a Marcal leghosszabb mellékvize a Bakonyban. Neve szláv eredetű, jelentése határfolyó (v.ö. granica). Egy 1086-os vagyonösszeírásban Gremce néven szerepel.
A vízgyűjtő területének nagysága szerint a második helyen áll a Torna-patak mögött, azonban a vízjárása annál szélsőségesebb. A Gerence-patak egyben a Bakony középső- illetve  északnyugati részén fakadó vizeknek a fő befogadója. Mellékvize a Gella-patak.

## Folyása
Az Öreg-Bakony hegyvidékén, Akli-major környékén több ágból ered, mintegy 350 méter magas tengerszint feletti magasságban Zirc külterületén.  Pénzesgyőrt, és Bakonybélt érintve szeli át a hegységet, majd Bakonykoppány határában jut ki a hegyek közül. A Tapolca-patakba torkollik

## Élővilága

### Növényvilága
A Gerence-patak útja mentén több változó méretű láprét található.

## Általános adatai
Hossz: 57,1 km

Vízgyűjtő területe: 408 km² (VITUKI-adat); 310,3 km² (VGT adat)

Eredet magassága: kb. 442 m

Torkolat magassága: 119 m

Összes esése: 323 m

Átlagos esése: 5,65‰

Vízhozama (Takácsinál, 1961, VITUKI):

LKQ: 0,01 m³/s;

KQ95%: 0,05 m³/s;

KÖQ: 0,7 m³/s;

NQ50%: 15,0 m³/s;

NQ2%: 50,0 m³/s

Vízhozamak (2000-es évek közepe, VGT):

Pénzesgyőr felett, a Hárskúti ág előtt: KKQ: 0,003 m³/s; KÖQ: 0,06 m³/s

Bakonykoppány: KKQ: 0,02 m³/s; KÖQ: 0,27 m³/s;

torkolat: KKQ: 0,03 m³/s; KÖQ: 0,37 m³/s;